# 哈里·霍尔克里
哈里·赫尔曼尼·霍尔克里（芬蘭語：Harri Hermanni Holkeri，芬蘭語發音：[ˈhɑrːi ˈhɛrmɑnːi ˈhɔlkɛri]，1937年1月6日—2011年8月7日），芬蘭民族聯合黨政治家。他曾於1987年至1991年任職芬蘭總理，2000年至2001年擔任聯合國大會發言人，並於2003年至2004年領導聯合國科索沃臨時行政當局特派團（翌年春季因健康因素辭職）。